# Veuvey-sur-Ouche
Veuvey-sur-Ouche település Franciaországban, Côte-d’Or megyében. Lakosainak száma 215 fő (2022. január 1.). Veuvey-sur-Ouche La Bussière-sur-Ouche, Antheuil, Aubaine, Bouhey és Crugey községekkel határos.

## Népesség
A település népessége az elmúlt években az alábbi módon változott:
| Lakosok száma | 211  | 188  | 161  | 155  | 211  | 207  | 209  | 215  | 214  | 215  |
|               | 1968 | 1982 | 1990 | 2006 | 2013 | 2015 | 2017 | 2019 | 2020 | 2022 |